# Paranephelius uniflorus
Paranephelius uniflorus là một loài thực vật có hoa trong họ Cúc. Loài này được Poepp. & Endl. mô tả khoa học đầu tiên năm 1843.